# Shenyang J-5
El Shenyang J-5 (Jianjiji-5 - Caza-5) es un caza/interceptor de propulsión a reacción monoplaza de fabricación china derivado del Mikoyan-Gurevich MiG-17 soviético. Fue exportado como el F-5, y su nombre de reporte para la OTAN era “Fresco”.
El MiG-17 podía ser fabricado bajo licencia en China, Polonia y la República Democrática Alemana durante la década de 1960’. El Ejército Popular de Liberación de China (ELPC) obtuvo cierto número de ejemplares fabricados en la URSS del MiG-17F Fresco-A (caza diurno) a principios de los 50’. Con el objetivo de introducir métodos de producción modernos en la industria china el EPLC obtuvo los planos del caza diurno MiG-17 Fresco-C en 1955, junto con dos ejemplares completos del mismo y partes para ensamblar diez más. El primer Mig-17F construido en China, producido en la fábrica de Shenyang, tuvo su primer vuelo el 19 de julio de 1956 con el piloto de pruebas Wu Keming en los controles.
En 1961 se obtuvieron los planos del caza interceptor MiG-17PF, y se comenzó a producir como el J-5A (F-5A) poco tiempo después. Para ese momento la Revolución Cultural estaba en su cúspide, causando muchas interrupciones a los proyectos industriales y tecnológicos, así que el J-5A no voló hasta 1964, cuando el modelo estaba ya claramente obsoleto. Un total de 767 J-5 y J-5A fueron terminados antes que la producción fuera descontinuada en 1969.
De alguna forma, los chinos lograron desarrollar una versión biplaza de entrenamiento del MiG-17, designada Chengdu JJ-5 (Jianjiji Jiaolianji – Caza-entrenador-FT-5) desde 1968, combinando la carlinga biplaza del MiG-15UTI, la planta motriz VK-1A del J-5 y el fuselaje del J-5A s. Todo el armamento interno fue eliminado y solo se montó un cañón Nudelman-Rikhter NR-23 de 23 mm bajo el fuselaje.
Aproximadamente 1.060 JJ-5 fueron terminados hasta que terminó la producción en 1986, habiendo sido exportado a diferentes países. La primera venta a occidente fue en los 80’, cuando los Estados Unidos adquirieron de China un número de J-5, junto con J-4 a través de Combat Core Certification Professionals Company, y empleados en el programa “Prueba de Amenazas Móviles” en la Base Kirtland de la Fuerza Aérea, operados por el 4477mo Escuadrón de Prueba y Evaluación  “Red Hats” de la Fuerza Aérea de los Estados Unidos. Algunas fuentes se han referido a ellos como MiG-17UTI, pero formalmente hablando, allí nunca hubo una aeronave con esa designación. 

## Historia Operacional

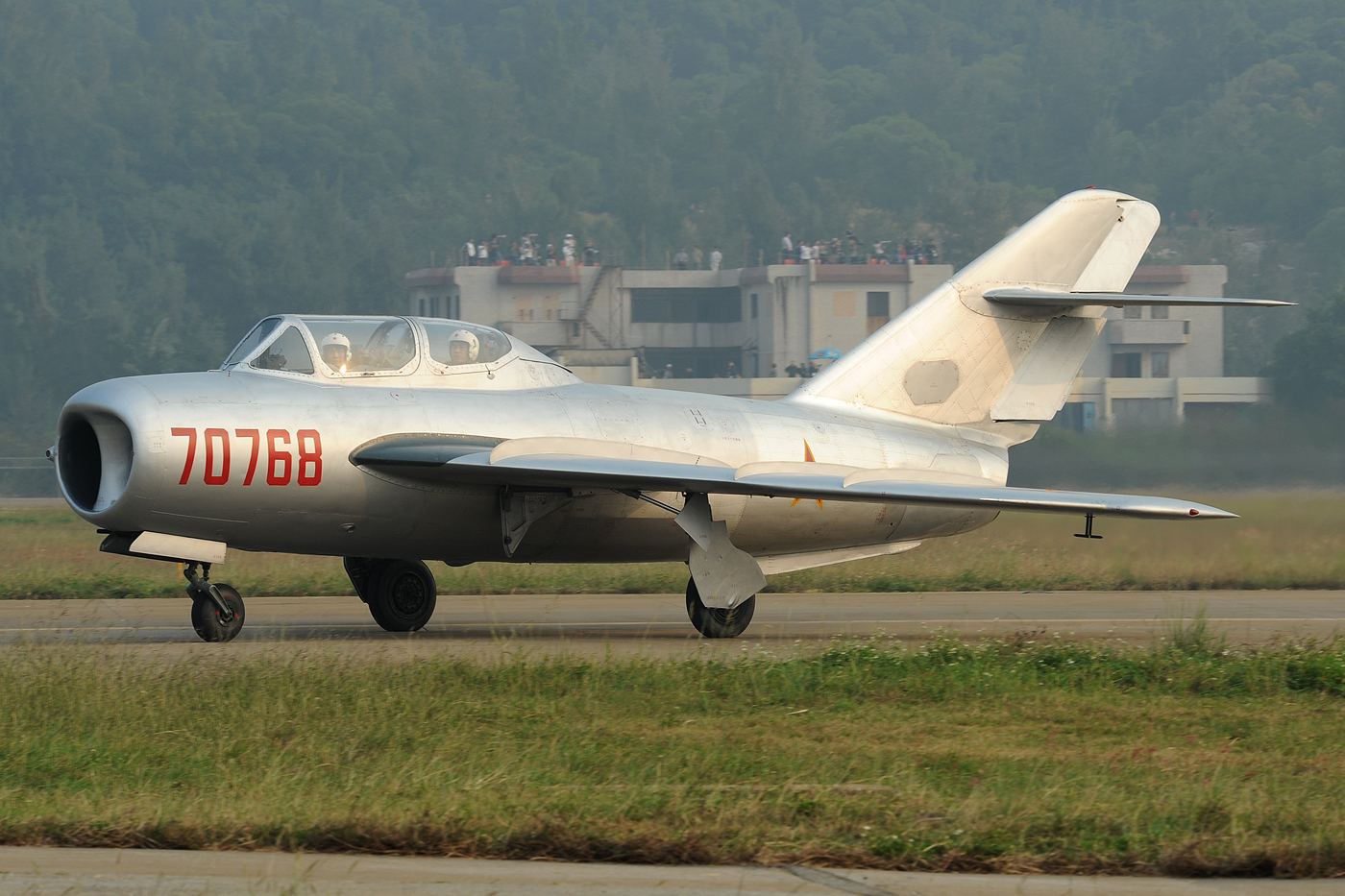
Un J-5 de la Fuerza Aérea China

El J-5 y el JJ5 tuvieron un uso extensivo en la Fuerza Aérea del Ejército Popular de Liberación hasta ser reemplazados por aeronaves más capaces como el Shenyang J-6 y el Chengdu J-7. Un pequeño número de JJ-5 permaneces activos en la FAEPLC, pero la mayoría de los J-5 y JJ-5 activos están en otras fuerzas aéreas. 

### Albania
La primera ayuda militar china a Albania incluía los jets Shenyang J-5, pero su desempeño contra las incursiones aéreas yugoslavas no fue exitoso, debido a su velocidad subsónica y los aparatos fueron pronto reasignados una vez los Shenyang J-6 estuvieron disponibles. Tal vez algunos J-5 remanentes, permanezcan en reserva con las Fuerzas Armadas de Albania[cita requerida]

### Pakistán
Pakistán adquirió JJ-5 para su Fuerza Aérea, y siguen en servicio activo como entrenadores. Pilotos pakistaníes volaron tanto J-5 como MiG-17 en misiones de combate para Siria durante algunas etapas del conflicto árabe israelí.

### Sri Lanka
Los J-5 fueron usados como entrenadores, para que los pilotos de la Fuerza Aérea de Sri Lanka se familiarizaran con los aviones de reacción.

### Sudán
Los J-5 de la Fuerza Aérea de Sudán han sido utilizados en misiones de ataque a tierra contra rebeldes, con limitadas defensas aéreas. Ambos, el Mig-17 y el J-5 siguen volando en su fuerza aérea. 

### Somalia
Como la mayor parte del inventario del Cuerpo Aéreo Somalí, la mayoría de los J-5 se perdieron durante la Guerra de Ogaden, en donde más del 75% del mismo fue destruido por la Fuerza Aérea Etíope, apoyada por Cuba. 

### Tanzania
La Fuerza Aérea de Tanzania uso sus J-5 para misiones de ataque a tierra durante la Guerra Uganda-Tanzania. Aun continúan en servicio. 

### Estados Unidos
En los años 80’, EUA adquirió un número de J-5 y J-4 de China vía Combat Core Certification Professionals Company. Estos fueron empleados en el programa “Prueba de Amenazas Móviles” en la Base Kirtland de la Fuerza Aérea, operados por el 4477mo Escuadrón de Prueba y Evaluación “Red Hats” de la Fuerza Aérea de los Estados Unidos. Se cree que están en reserva. 

### Vietnam
La Fuerza Aérea Popular Vietnamita uso sus J-5 y MiG-17 para misiones de intercepción hasta los 90’, cuando fueron reemplazados por MiG-21 y Sukhoi Su-27

### Zimbawe
Los J-5 de la Fuerza Aérea de Zimbawe fueron pilotados por pilotos pakistaníes.

## Usuarios

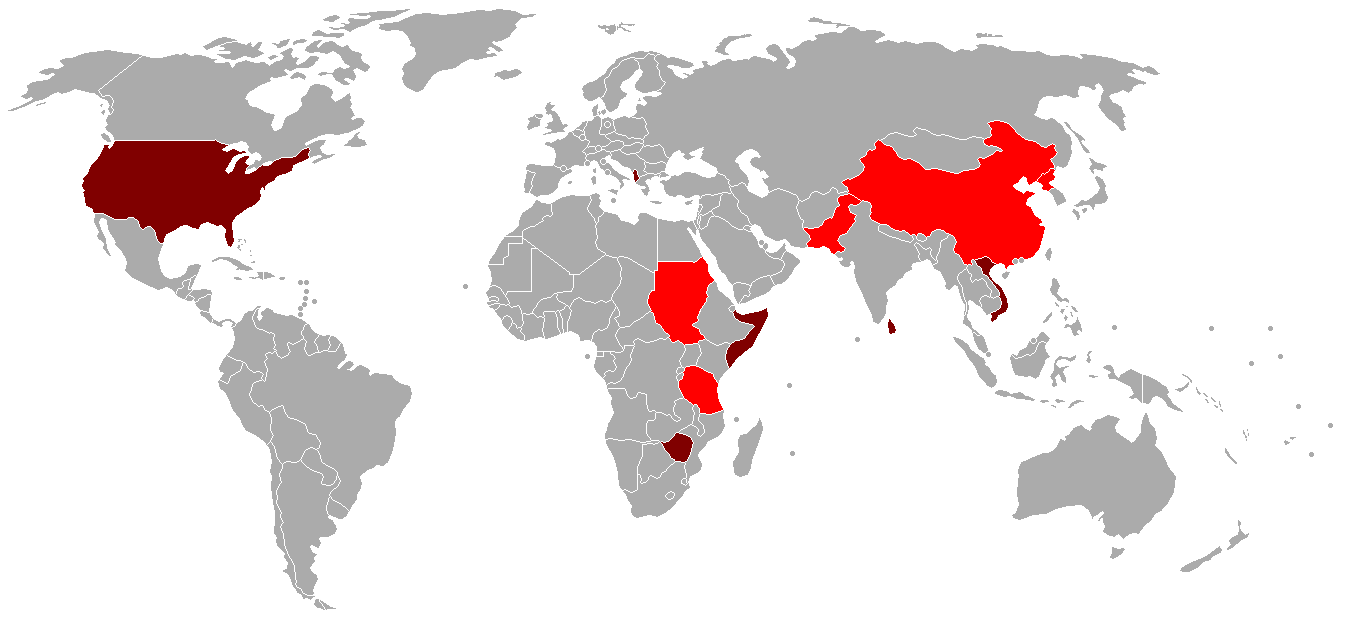
Actuales usuarios del J-5 en rojo. Países donde ha sido retirado en rojo oscuro.

### Actuales Operadores
República Popular de China
- Fuerza Aérea del Ejército Popular de Liberación
- Fuerza Aérea de la Armada del Ejército Popular de Liberación

 República Democrática Popular de Corea
- Fuerza Aérea Popular de Corea

 Pakistán
- Fuerza Aérea de Pakistán

 Tanzania
- Fuerza Aérea de Tanzania

 Sudán
- Fuerza Aérea de Sudán

### Antiguos Operadores
Albania
- Fuerza Aérea de Albania

 Bangladés
- Fuerza Aérea de Bangladés

 Sri Lanka
- Fuerza Aérea de Sri Lanka

 Somalia
- Cuerpo Aéreo Somalí

 Estados Unidos

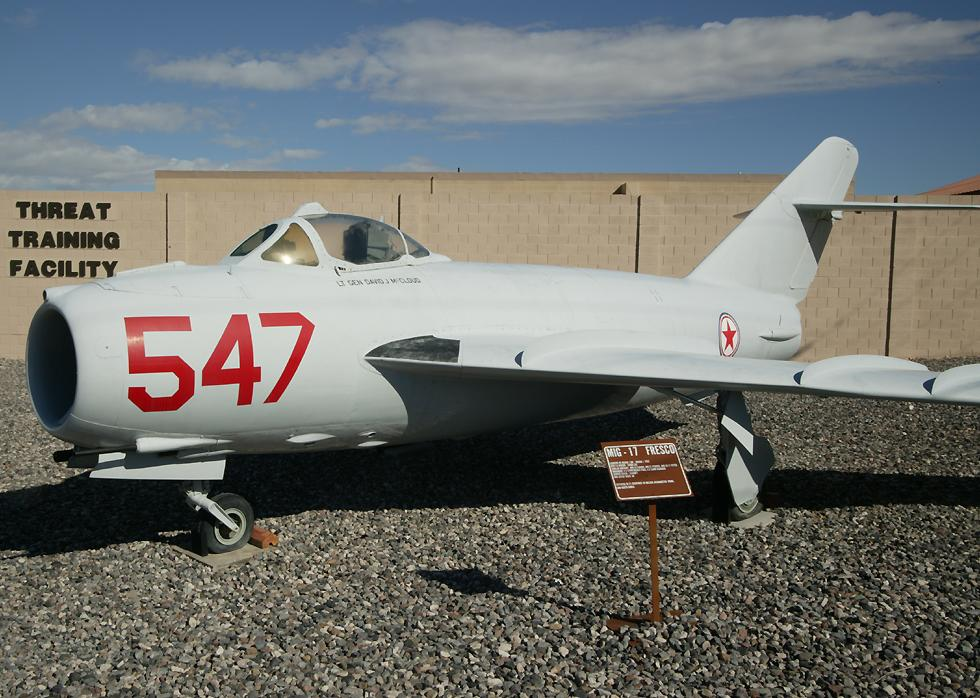
J-5 de la Fuerza Aérea Popular de Corea.

- Fuerza Aérea de los Estados Unidos

 Vietnam
- Fuerza Aérea Popular de Vietnam

 Zimbabue
- Fuerza Aérea de Zimbabue

## Especificaciones

### Características generales
- Tripulación: 1
- Largo: 11,36 m
- Envergadura: 6,6 m
- Altura: 3,8 m
- Superficie alar: 25 m²
- Peso vacío: 2.130 kg
- Peso cargado: 5.340 kg
- Peso máximo de despegue: 6.000 kg
- Planta motriz: 1× WP-5 turbo jet, 33.1 kN (7,452 lbf)

### Prestaciones
- Velocidad máxima: 1,145 km/h
- Velocidad de crucero: 800 km/h
- Autonomía: 1020 km ; 1560 km con tanques secundarios
- Tasa de ascenso: 75,8 m/s

## Aeronaves similares
- Dassault Mystère IV
- Hawker Hunter